# Kübassaare
Koordinaten: 58° 27′ N, 23° 18′ O

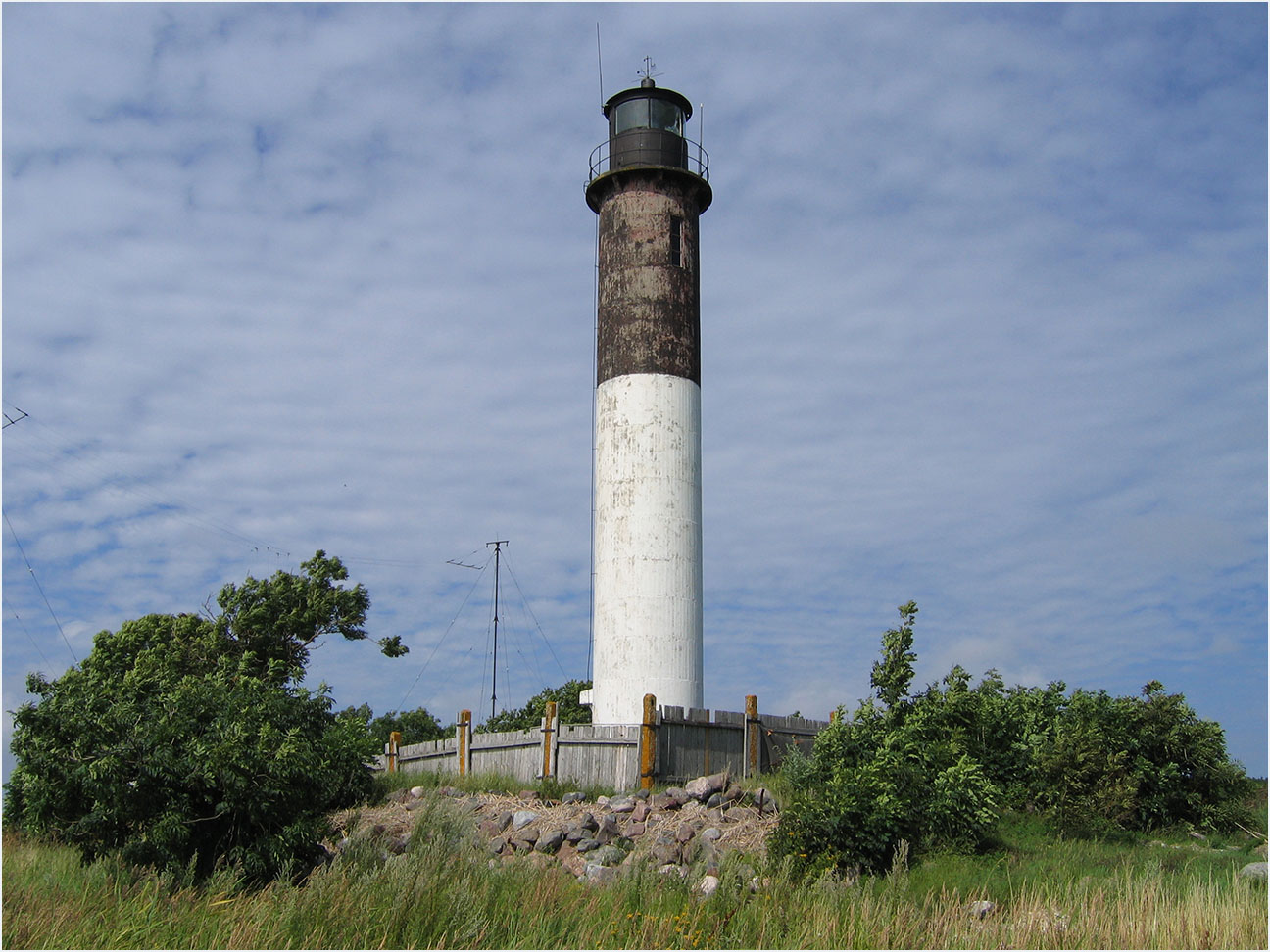
Leuchtturm

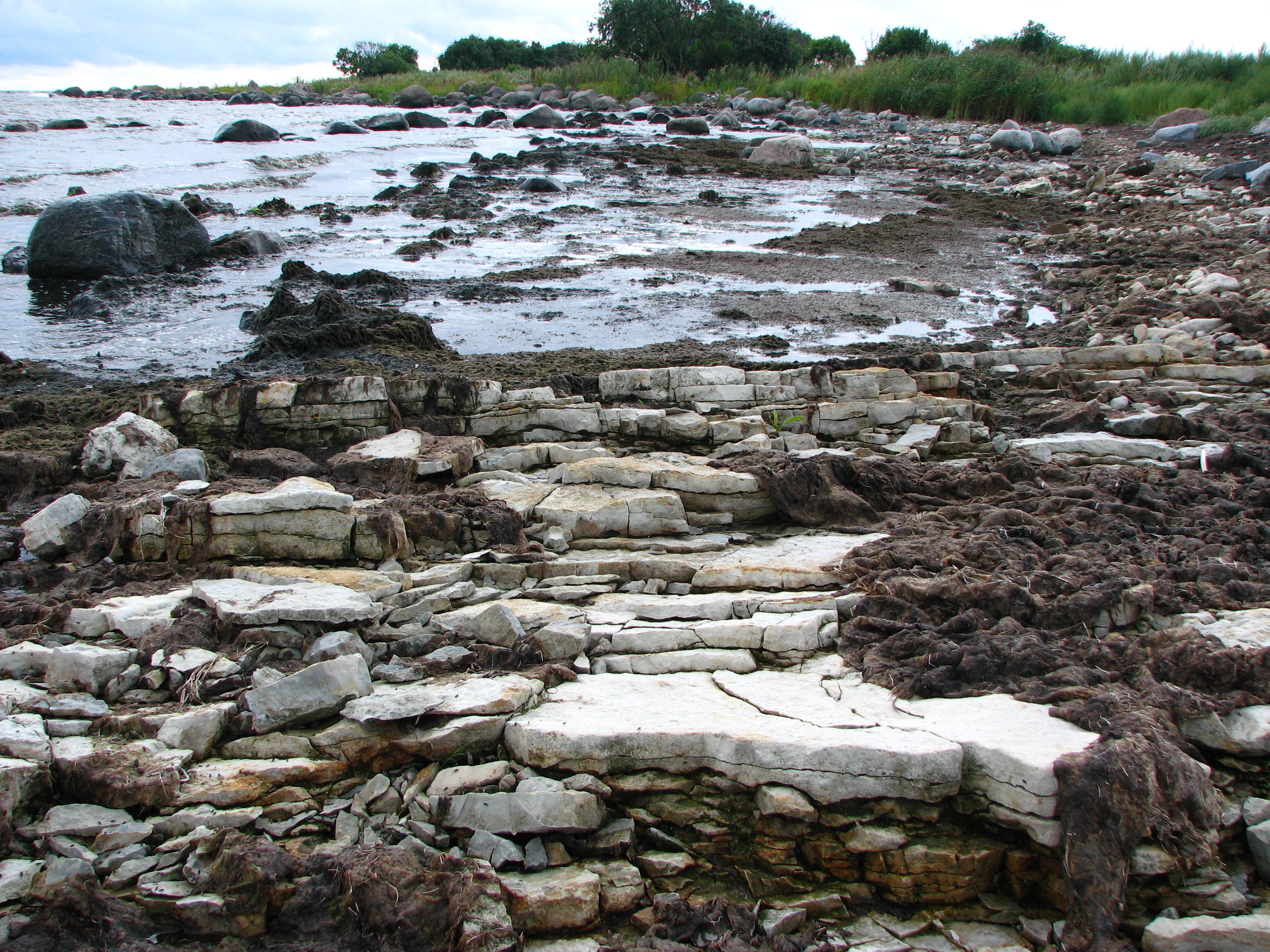
Ostseeküste bei Kübassaare

Kübassaare (deutsch Kibbasaar) ist ein Dorf (estnisch küla) auf der größten estnischen Insel Saaremaa. Es gehört zur Landgemeinde Saaremaa (bis 2017: Landgemeinde Pöide) im Kreis Saare.

## Einwohnerschaft und Lage
Das Dorf hat zwei Einwohner (Stand 31. Dezember 2011). Es liegt am nordöstlichen Zipfel der Insel Saaremaa auf der gleichnamigen Halbinsel (Kübassaare poolsaar), direkt an der Ostsee-Küste.
Das etwas mehr als fünfzig Hektar große Waldgebiet nördlich des Dorfes steht seit 1973 unter staatlichem Schutz. Im Südwesten erstreckt sich die Insel Udriku laid.

## Leuchtturm
Der erste Leuchtturm von Kübassaare wurde im Jahr 1915 erbaut. 1923 brannte er nach einem Blitzschlag ab. Der heutige Leuchtturm stammt von 1924. Er wurde aus Stahlbeton errichtet. Seine Höhe beträgt 18 Meter.